# 와시바라 신호장
와시바라 신호장(일본어: 鷲原信号場)은 일본 기후현 가모 군 시라카와정에 있는 도카이 여객철도 다카야마 본선의 신호장이다.

## 구조
시라카와구치역보다 시모유이역 방향에 약 3.4km에 있는 2개 선의 신호장.
한쪽 포인트를 사용했던 일반적인 신호장. 출발 때는 양 방향으로도 통과에 의해 속도제한을 받는다.

## 주변
- 산간부이다.

## 역사
- 1967년 3월 19일 : 철도성에 의해 개설.
- 1987년 4월 1일 : 민영화에 의해, 도카이 여객철도로 이관.

## 인접 정차역
| 도카이 여객철도 다카야마 본선 | 도카이 여객철도 다카야마 본선 | 도카이 여객철도 다카야마 본선   |
| ----------------------------- | ----------------------------- | ------------------------------- |
| 시라카와구치 기후 방면        | ■ 다카야마 본선               | 시모유이 다카야마·이노타니 방면 |